# San Francisco de Asís (Piura)
San Francisco de Asís es una localidad peruana ubicada en el distrito de Piura, perteneciente a la provincia y departamento homónimo, al norte del Perú. 

## Ubicación
San Francisco de Asís se ubica al oeste de la provincia de Piura, en el distrito de Piura, en el departamento de Piura.

## Demografía
En 2017 San Francisco de Asís tenía una población de 41 habitantes.